# Lutjegast
Lutjegast é uma cidade na parte ocidental de Groningen, nos Países Baixos.
No dialeto neerlandês de Groningen, Lutje significa "pequeno" ou "pouco". Um gast ou gaast é uma área de terra elevada em uma área pantanosa.
Lutjegast é a cidade de nascimento do explorador Abel Tasman. Apesar de a casa onde nasceu não existir mais, ele foi homenageado com um monumento, placa e nome de uma rua.